# Campylopodium sartorii
Campylopodium sartorii là một loài rêu trong họ Dicranaceae. Loài này được Müll. Hal. Paris mô tả khoa học đầu tiên năm 1894.